# Nazacara de Pacajes
Nazacara de Pacajes ist eine Ortschaft im Departamento La Paz im Hochland des südamerikanischen Anden-Staates Bolivien.

## Lage im Nahraum
Nazacara de Pacajes ist zentraler Ort des Municipio Nazacara de Pacajes in der Provinz Pacajes. Nazacara de Pacajes liegt auf einer Höhe von 3833 m am rechten Ufer des Río Desaguadero, 65 Kilometer flussabwärts vom Titicaca-See. Am gegenüberliegenden westlichen Flussufer liegt Nazacara, zentraler Ort des Kanton Nazacara in der Provinz Ingavi, die Mittelpunkte der beiden Orte sind weniger als einen Kilometer voneinander entfernt.

## Geographie
Nazacara de Pacajes liegt zwischen den Gebirgsketten der Cordillera Oriental und der Cordillera Central im andinen Trockenklima des Altiplano mit einem mittleren Jahresniederschlag von etwa 500 mm (siehe Klimadiagramm Nazacara). Die Region weist ein ausgeprägtes Tageszeitenklima auf, bei dem die mittleren Temperaturen im Tagesverlauf stärker schwanken als im Jahresverlauf.
Die mittlere Durchschnittstemperatur der Region liegt bei 9 °C, die Monatsdurchschnittstemperaturen schwanken nur unwesentlich zwischen 5 °C im Juli und 10 °C im Dezember, die Monatsniederschläge liegen zwischen unter 10 mm von Mai bis August und bei 100 bis 125 mm im Januar und Februar.

## Verkehrsnetz
Nazcara liegt in einer Entfernung von 114 Straßenkilometern südwestlich von La Paz, der Hauptstadt des Departamentos.
Von La Paz führt die asphaltierte Nationalstraße Ruta 2 in westlicher Richtung nach El Alto, von dort die Ruta 19 weitere 23 Kilometer nach Südwesten bis Viacha. Hier zweigt die unbefestigte Ruta 43 in südwestlicher Richtung ab und erreicht nach 67 Kilometern Nazacara de Pacajes und Nazacara. Die Straße führt dann weiter über Santiago de Machaca nach Hito IV an der peruanischen Grenze.

## Bevölkerung
Die Einwohnerzahl der Ortschaft ist in den vergangenen beiden Jahrzehnten auf das Vierfache angewachsen:
| Jahr | Einwohner | Quelle       |
| ---- | --------- | ------------ |
| 1992 | 95        | Volkszählung |
| 2001 | 198       | Volkszählung |
| 2012 | 382       | Volkszählung |
| 2024 |           | Volkszählung |

Die Region weist einen hohen Anteil an Aymara-Bevölkerung auf, im Municipio Nazacara de Pacajes sprechen 96,6 Prozent der Bevölkerung die Aymara-Sprache. 